# Deir Ntar
Deir Ntar (دير انطار) est un village du Liban du Sud. La population est exclusivement chiite.

## Situation
La municipalité se situe à une distance d'environ 108 kilomètres (67.1112 mi) de Beyrouth, la capitale du pays. Elle s'élève à une altitude de 550 mètres du niveau de la mer et s'étend sur une surface de 456 hectares (4.56 km² - 1.76016 mi²).

## Établissements scolaires
| Établissements scolaires                          | Deirintar (2005-2006) | Liban (2005-2006) |
| ------------------------------------------------- | --------------------- | ----------------- |
| Nombre d'établissements scolaires                 | 1                     | 2788              |
| Établissements scolaires publics                  | 1                     | 1763              |
| Établissements scolaires privés                   | 0                     | 1025              |
| Élèves scolarisés dans les établissements publics | 162                   | 439905            |
| Élèves scolarisés dans les établissements privés  | Non disponible        | 471409            |